# El oscuro designio
El oscuro designio es una novela de ciencia ficción escrita por el novelista estadounidense Philip José Farmer, tercera parte de la Saga del Mundo del Río.
A diferencia del tomo primero (A vuestros cuerpos dispersos), en donde se siguen las aventuras de la banda de Richard Francis Burton, o el segundo tomo (El fabuloso barco fluvial), en donde a través de la lucha de Mark Twain por construir un barco de paletas con el hierro de un meteorito el lector asiste a la creación de estados y reinos dispersos a lo largo del gran río, el tomo tercero contiene múltiples historias paralelas. Según refiere el propio Farmer, el tercer tomo debía cerrar el ciclo, pero las dimensiones mastodónticas del mismo le obligaron a sumar después un cuarto tomo (El laberinto mágico) para cerrar la historia. Por lo mismo, el tercer tomo no sólo es el más largo, sino el de estructura más débil de toda la saga.
En el tercer tomo comienza el asalto definitivo contra la Torre de las Nieblas, que esconde los secretos de los Éticos (incluyendo la identidad del Ético renegado). El objetivo se hace más angustioso que nunca, ya que las pequeñas resurrecciones (producidas después de las muertes de quienes han sido resucitados a lo largo del Mundo del Río) han cesado, y la muerte ahora es definitiva.
Juan Sin Tierra sigue a bordo del barco que ha robado a Mark Twain, mientras que este ha conseguido construir uno nuevo en Parolando, y emprende el viaje detrás para hundir a Juan Sin Tierra. Por su parte el ingeniero de Twain, Firebrass, se queda en Parolando para terminar la construcción de un proyecto mejor: un dirigible para alcanzar la Torre de las Nieblas. Por su parte, Burton prosigue su expedición, pero ha ido tomando nota de que existen muy pocas personas resucitadas, que hayan muerto después de 1983, llegando a la conclusión de que aquellos que sostienen haber muerto entre 1983 y 2008 en realidad son agentes de los Éticos, infiltrados entre los humanos. Empero, antes de poder echarle mano a su compañero el extraterrestre Monat (quien ha referido que la Humanidad ha sido exterminada el año 2008 por accidente), este desaparece.
El dirigible gobernado por Firebrass alcanza finalmente la Torre de las Nieblas, pero fracasa en su empeño por ingresar a la misma. Un acto de sabotaje lo hace reventar en el aire, mientras que uno de sus tripulantes (que después se descubre como el misterioso Ético renegado) consigue escapar. De esta manera, quienes quedan en posición definitiva para el asalto son las expediciones de Burton, Twain y Juan Sin Tierra, cerrándose así la novela con un final abierto.
- Datos: Q3063449